# NGC 504
NGC 504 é uma galáxia lenticular (S0) localizada na direcção da constelação de Pisces. Possui uma declinação de +33° 12' 14" e uma ascensão recta de 1 horas, 23 minutos e 28,1 segundos.
A galáxia NGC 504 foi descoberta em 22 de Novembro de 1827 por John Herschel.